# كيفن كلارك (كاتب)
كيفن كلارك (بالألمانية: Kevin Clarke)‏ هو مؤرخ موسيقى ‏ وكاتب ألماني، ولد في 14 فبراير 1967 في برلين في ألمانيا.